# Parley Davis House
Das Parley Davis House, auch bekannt als Davis-Wright House, ist eines der ältesten Gebäude in East Montpelier, Vermont.

## Lage
Das Parley Davis House liegt an der Center Road in East Montpelier. Errichtet wurde es in einem Zeitraum von zehn Jahren, zwischen 1795 und 1805 zunächst im Cape Style, mit einem später errichteten Teil im Federal Style. Ein geschotterter Weg verläuft von der Straße zum Haus, zur Garage und einem Schuppen neben dem Haus, in dessen Nähe zwei alte Apfelbäume wachsen. Reste einer um 1900 errichteten Scheune befinden sich neben der Garage. Das Gebäude steht frei, benachbarte Gebäude stehen in größerer Entfernung. Zu den benachbarten Gebäuden gehören die East Montpelier School und das Meetinghouse von East Montpelier, Gebäude, die auch heute noch die historische Situation widerspiegeln. Das Gebäude befindet sich noch immer in einem historischen Kontext, auch die Verarbeitung, Ausstattung und Materialien sind historisch.:11

## Beschreibung
Parley Davis erbaute zunächst im Jahr 1791 auf dem Grundstück ein Blockhaus, welches in zwei Phasen zwischen 1795 und 1799 durch ein Holzrahmengebäude ersetzt wurde. Zunächst wurde im Cape Style ein querliegendes Hinterhaus errichtet. Ihm wurde im Jahr 1805 ein Gebäude im Federal Style, zur Straße hin mit breiter Front vorgelagert. Das vorgelagerte Haupthaus ist zweigeschossig, besteht aus einer Holzrahmenkonstruktion, ruht auf einem Feldsteinfundament und besitzt ein Walmdach, durchbrochen von einem gemauerten Kamin. Es besitzt eine zentrale Halle, die auf jeder Seite von zwei Räumen flankiert wird. Die zwei hinteren Räume sind im Verhältnis zu den vorderen Räumen sehr klein. Diese Raumaufteilung wiederholt sich im oberen Geschoss. Neben der Eingangstür und einem zentralen Fenster im oberen Geschoss liegen rechts und links der Tür je zwei Fenster eng beieinander. Die Eingangstür und der Eingangsbereich sind mit aufwändigen Holzarbeiten und mit Pilastern und Seitenfenstern unter einem halbrunden Oberlicht und einem Giebel gestaltet. Ein palladianisches Fenster befindet sich über dem Eingang.
Das Innere des Hinterhauses besteht im Wesentlichen aus einem großen, offenen Raum, von dem etwa ein Drittel durch eine kurze Wand abgetrennt ist und drei kleineren Räumen, die entlang der Giebelseite liegen. In das obere Geschoss des Hinterhauses gelangt man nur durch das Obergeschoss des Haupthauses.
Das Parley Davis House ist ein herausragendes Beispiel für den frühen Federal-Style in Vermont. Es diente dem Erbauer als Wohnhaus und von 1791 bis 1828 als Versammlungsgebäude für die Town-Meetings. Als Gebäude, welches die frühen Bauphasen spiegelt, wurde es mit dem Kriterium „C“ klassifiziert, durch die Geschichte als Versammlungsgebäude und die Bedeutung für die lokale Politik und Geschichte von Montpelier, später von East Montpelier wurde es mit dem Kriterium „A“ klassifiziert.

## Geschichte
Erbaut wurde das Gebäude von Parley Davis (1766–1848), einem der frühen Siedler in diesem Gebiet. Davis stammte aus Oxford, Massachusetts und kam 1787 in Begleitung seines Onkels Jacob Davis und des Vermessers Ebenezer Waters, als dessen Assistent er arbeitete, nach Montpelier. Im Jahr 1788 errichtete er ein erstes Blockhaus. Im Jahr 1791 fand in seinem Haus die erste Versammlung der Town statt und Davis wurde zum Constable und Tax Collector gewählt. Parley Davis stellte Grund zur Verfügung, um einen Teich anzulegen und erbaute die erste Sägemühle in der Town. 1794 lernte Davis Rebecca Peabody kennen, die als Heilerin nach Montpelier gekommen war, und heiratete sie. Bereits 1795 ersetzte er das Blockhaus durch ein Holzrahmenhaus, ein Teil des heutigen Hinterhauses, in dem er auch die Bücherei für die Town einrichtete. Dieses Holzrahmenhaus baute er im Jahr 1799 im Cape Cod-Stil um und erweiterte es. Weiterhin fanden die Town-Meetings in seinem Haus statt. Nachdem 1805 Montpelier zur Hauptstadt von Vermont ernannt wurde, spendete Davis für den Bau des ersten Vermont Statehouses und da er dachte, dieses würde in der Nähe seines Hauses errichtet, erweiterte er sein Haus durch das Vorderhaus im Federal-Style.
Parley Davis diente in der lokalen Miliz, im Britisch-Amerikanischen Krieg diente er als Brigadegeneral.
Im Jahr 1822, nachdem klar wurde, dass das Zentrum von Montpelier nicht in East Montpelier liegen würde, wo sich Davis niedergelassen hatte, spendete er der Methodistischen Kirche Land für den Bau eines Meetinghouses, in dem dann ab 1828 die Versammlungen der Town abgehalten wurden. Davis starb im Jahr 1848, in dem Jahr wurde East Montpelier als eigenständige Town organisiert und von Montpelier getrennt. Das Parley Davis House wurde später als Inn genutzt und auch die Town Meetings fanden von 1879 bis 1882 erneut in dem Haus statt.
Das Haus wurde im Jahr 1900 geringfügig umgebaut, eine neue Haustür und Fenster wurden hinzugefügt. Nach dem Zweiten Weltkrieg fanden größere Umbauten im Inneren statt die großen innen liegenden Schornsteine und der Kaminsims im Salon wurden entfernt. Jedoch haben eine geschwungene Wand, das anmutige Treppenhaus und das Hinterhaus die Umbauten überstanden.
Das Gebäude ist heute ein privates Wohnhaus und nicht für Besucher zugänglich.